# 1779 na ciência

## Nascimentos
| Data         | Nome                 | Profissão                    | Nacionalidade                  | Observações                 | Ref   |
| ------------ | -------------------- | ---------------------------- | ------------------------------ | --------------------------- | ----- |
| 5 de março   | Benjamin Gompertz    | matemático                   | Reino da Grã-Bretanha          | m. 1865                     |       |
| 8 de abril   | Johann Schweigger    | químico, físico e matemático | Sacro Império Romano-Germânico | m. 1857                     |       |
| 20 de agosto | Jöns Jacob Berzelius | químico                      | Suécia                         | m. 1848 Medalha Copley 1836 | [ 1 ] |

## Mortes
| Data            | Nome               | Profissão                          | Nacionalidade         | Observações                 | Ref   |
| --------------- | ------------------ | ---------------------------------- | --------------------- | --------------------------- | ----- |
| 14 de fevereiro | James Cook         | explorador, navegador e cartógrafo | Reino da Grã-Bretanha | n. 1728 Medalha Copley 1776 | [ 1 ] |
| 21 de junho     | Michael Adelbulner | matemático                         | Alemanha              | n. 1702                     |       |
| 16 de novembro  | Pehr Kalm          | botânico e explorador              | Império Sueco         | n. 1716                     |       |